# Poor Pretty Little Me
Poor Pretty Little Me è il quinto album in studio della cantante danese Ester Brohus, pubblicato nel 2001 su etichetta discografica Kick Music.

## Tracce
1. Sweet Breeze – 3:40
2. Down – 4:09
3. Clowns in May – 3:47
4. Closer to You – 4:05
5. Feeling Is Believing – 3:16
6. She Walks – 5:02
7. Stolen Time – 3:48
8. I Am What I Am – 3:16
9. I Still Remember – 2:45
10. How Did I – 3:33
11. Countin' Waves – 3:46
12. Poor Pretty Little Me – 2:21

## Classifiche
| Classifica (2001) | Posizione massima |
| ----------------- | ----------------- |
| Danimarca         | 30                |